# Mesitornis
Mesitornis – rodzaj ptaków z rodziny madagaskarników (Mesitornithidae).

## Zasięg występowania
Rodzaj obejmuje gatunki występujące na Madagaskarze.

## Morfologia
Długość ciała 30–31 cm; masa ciała 103–148 g.

## Systematyka

### Etymologia
- Mesites: gr. μεσιτης mesitēs „położony w środku”, od μεσος mesos „środkowy”[7].
- Mesitornis: rodzaj Mesites I. Geoffroy Saint-Hilaire, 1839; gr. ορνις ornis, ορνιθος ornithos „ptak”[8]. Nowa nazwa dla Mesites I. Geoffroy Saint-Hilaire, 1838 (nazwa zajęta przez Mesites Schönherr, 1838 (Coleoptera)).
- Mesoenas: gr. μεσος mesos „środkowy”; οινας oinas, οιναδος oinados „gołąb”[9]. Nazwa zastępcza dla Mesites I. Geoffroy Saint-Hilaire, 1838 (nazwa zajęta przez Mesites Schönherr, 1838 (Coleoptera)).

### Podział systematyczny
Do rodzaju należą następujące gatunki:
- Mesitornis variegatus (I. Geoffroy Saint-Hilaire, 1838) – madagaskarnik plamisty
- Mesitornis unicolor (Des Murs, 1845) – madagaskarnik jednobarwny